# Laminat
Laminat, også kaldet højtrykslaminat, er et materiale lavet af mange lag papir (ca. 60-70 %) og harpiks (ca. 30-40 %), som varmebehandles. Under den høje varme presses delene hårdt sammen til en fast plade. Jo flere lag, jo tykkere plade.
Laminat kan laves i stort set alle tænkelige farver eller med overflader, som ligner f.eks. træ eller har specielle mønstre.
Det er et meget modstandsdygtigt materiale, som tåler at blive brugt, og som er rengøringsvenligt. Netop derfor er det et populært materiale til f.eks. bordplader.